# Affaire Jean-Olivier Guinant
L'affaire Jean-Olivier Guinant est une affaire judiciaire mettant en cause le prêtre Jean-Olivier Guinant. Il est accusé d'avoir violé un enfant à partir de ses 11 ans et agressé sexuellement d'autres mineurs. Il est condamné à 12 ans de prison en 2008.

## Historique
En 1997, le prêtre Jean-Olivier Guinant est condamné à 3 ans de réclusion avec sursis pour des attouchements sexuels. Il est alors déplacé à Paris où il ne doit pas approcher des mineurs. Puis il retourne dans la paroisse de Liginiac dans le diocèse de Tulle où il peut s'occuper à nouveau d'enfants.
En novembre 2008, la cour d'assises de Tulle juge Jean-Olivier Guinant pour le viol, à plusieurs reprises, d'un jeune garçon entre 1988 et 1994 alors que celui-ci avait 11 ans au début des agressions. La victime orphelin de père et de mère passait souvent ses nuits chez le prêtre. Celui-ci est aussi accusé d'attouchements sexuels sur deux autres mineurs. Le prêtre Jean-Claude Chantelauze vient témoigner lors du procès. Il indique qu'il confessait Jean-Olivier Guinant. Il était donc informé des agressions sexuelles sur les enfants, mais il ne pouvait rien dire car il se considérait « lié par le sacrement ». Lors du procès, Jean-Olivier Guinant reconnait de nouvelles agressions sexuelles, de 2001 à 2002 et de 2004 à 2005, sur deux autres enfants.
À l'issue de ce deuxième procès, Jean-Olivier Guinant est condamné par la cour d'assises de Tulle à 12 ans de prison.